# 이서연 (2003년)
이서연(2003년 7월 15일 ~ )은 대한민국의 배우이다. 2016년 영화 《우리들》로 데뷔했다. 

## 학력
- 한성여자중학교 (2019년 졸업)
- 성신여자고등학교 (2022년 졸업)
- 이화여자대학교 사회과학대학 사회복지학과 (2022학번 / 재학)

## 출연작

### 드라마
- 2017년 《왕은 사랑한다》 ... 어린 은산 역 (윤아 아역)
- 2018년 《서른이지만 열일곱입니다》 ... 노수미 역
- 2019년 《봄이 오나 봄》 ... 박시원 역
- 2020년 《연애혁명》 ... 왕별림 역
- 2023년 《닥터 차정숙》 ... 서이랑 역
- 2024년 《가족계획》 ... 어린 한영수 역 (배두나 아역)

### 영화
- 2016년 《우리들》 ... 최보라 역
- 2018년 단편영화 《언니가 죽었다》 ... 어린 우희 역 (황승언 역)
- 2019년 《우리집》 ... 최보라 역 (우정출연)
- 2021년 《그 노래를 찾아라》 ... 애란 역